# Nationalratswahl in Österreich 1975
- SPÖ: 93
- FPÖ: 10
- ÖVP: 80

- Regierung: 93
- Opposition: 90

Die Nationalratswahl am 5. Oktober 1975 war die vierzehnte in der Geschichte der Republik Österreich. Stimmen- und mandatsstärkste Partei wurde die SPÖ unter Bundeskanzler Bruno Kreisky. Zweitstärkste Partei wurde die ÖVP unter Josef Taus. Die FPÖ, die mit Friedrich Peter als Spitzenkandidaten antrat, wurde drittstärkste Partei.
Wahlberechtigt waren 5.019.277 Menschen. Die Wahlbeteiligung betrug 92,90 Prozent (1971: 92,44 Prozent).

## Endergebnis
| Wahlwerber                              | Stimmen   | Anteil  | Anteil  | Mandate | Mandate |
| Wahlwerber                              | Stimmen   | 1975    | ±       | 1975    | ±       |
| --------------------------------------- | --------- | ------- | ------- | ------- | ------- |
| Sozialistische Partei Österreichs (SPÖ) | 2.326.201 | 50,42 % | +0,38 % | 93      | ±0      |
| Österreichische Volkspartei (ÖVP)       | 1.981.291 | 42,95 % | −0,16 % | 80      | ±0      |
| Freiheitliche Partei Österreichs (FPÖ)  | 249.444   | 5,41 %  | −0,04 % | 10      | ±0      |
| Kommunistische Partei Österreichs (KPÖ) | 55.032    | 1,19 %  | −0,17 % | 0       | ±0      |
| Gruppe Revolutionäre Marxisten (GRM)    | 1.024     | 0,02 %  | n.k.    | 0       | –       |
| Liste Franz Steinacher                  | 440       | 0,01 %  | n.k.    | 0       | –       |

n.k. = nicht kandidiert

## Ergebnisse in den Bundesländern
Hier werden die Ergebnisse in den Bundesländern aufgelistet.
| Partei | B     | K     | N     | O     | S     | St    | T     | V     | W     |
| ------ | ----- | ----- | ----- | ----- | ----- | ----- | ----- | ----- | ----- |
| SPÖ    | 51,76 | 54,75 | 47,98 | 48,75 | 44,41 | 50,27 | 37,20 | 35,92 | 59,84 |
| ÖVP    | 45,27 | 33,85 | 48,12 | 43,68 | 42,56 | 43,94 | 56,82 | 53,07 | 33,98 |
| FPÖ    | 02,53 | 09,96 | 02,90 | 06,74 | 12,12 | 04,58 | 05,33 | 10,23 | 04,09 |
| KPÖ    | 00,44 | 01,44 | 01,00 | 00,83 | 00,73 | 01,21 | 00,65 | 00,78 | 01,99 |
| GRM    | –     | –     | –     | –     | –     | –     | –     | –     | 00,10 |
| LFS    | –     | –     | –     | –     | 00,18 | –     | –     | –     | –     |

## Folgen
Die SPÖ konnte auch bei dieser Wahl eine absolute Mehrheit erreichen und stellte mit Bruno Kreisky weiterhin den Bundeskanzler. Die Bundesregierung Kreisky III nahm am 28. Oktober 1975 ihre Arbeit auf.
Nach der Nationalratswahl veröffentlichte Simon Wiesenthal, zu diesem Zeitpunkt Leiter des jüdischen Dokumentationszentrums in Wien, einen Bericht über die Nazivergangenheit des langjährigen FPÖ-Chefs Friedrich Peter. Aus diesem Bericht ging hervor, dass Peter als Obersturmbannführer in einer mit Massenmorden in Verbindung stehenden SS-Einheit gedient hatte. Bundeskanzler Kreisky, selbst Verfolgter des Nazi-Regimes, verteidigte jedoch Friedrich Peter, beschuldigte Simon Wiesenthal, mit „Mafiamethoden“ zu arbeiten, und unterstellte ihm sinngemäß Kollaboration mit der Gestapo. 
Diese öffentliche Auseinandersetzung wird heute unter dem Begriff Kreisky-Peter-Wiesenthal-Affäre subsumiert. 1978 kandidierte Peter nicht mehr als Bundesparteiobmann. Sein Nachfolger wurde der Grazer Bürgermeister Alexander Götz.